# David Monrad Johansen
David Monrad Johansen (ur. 8 listopada 1888 w Vefsn, zm. 20 lutego 1974 w Sandvika) – norweski kompozytor.

## Życiorys
W latach 1904–1915 studiował w konserwatorium w Oslo, gdzie jego nauczycielami byli Per Winge i Christian Johnson (fortepian), Catharinus Elling i Iver Holter (teoria) oraz Karl Nissen (fortepian). Od 1915 do 1916 roku uczył się w Berlinie u Engelberta Humperdincka i Roberta Kahna. Po powrocie do kraju pisał krytyki muzyczne do „Norske Intelligens sedler” (1916–1918) i „Aftenposten” (1925–1945), wydawał też pismo „Norsk Musikerblad” (1917–1918). W 1925 roku otrzymał państwowe stypendium twórcze. W późniejszych latach odbył uzupełniające studia muzyczne w Paryżu (1927) i Lipsku (1933 i 1935).

## Twórczość
Był przedstawicielem szkoły narodowej w muzyce norweskiej, w swojej twórczości czerpał liczne nawiązania z rodzimej historii, literatury, legend i przyrody. Posługiwał się tradycyjnymi formami z elementami impresjonizmu, harmonika w jego dziełach pełni rolę funkcyjno-kolorystyczną.
Opublikował monografię poświęconą Edvardowi Griegowi (Oslo 1934, 3. wyd. 1956; tłum. ang. 1938).

## Wybrane kompozycje
(na podstawie materiałów źródłowych)

### Utwory orkiestrowe
- Suita (1916)
- Symfonisk fantasi (1936)
- poemat symfoniczny Pan (1939)
- Symfoniske variasjoner (1946)
- Koncert fortepaniowy (1955)
- Epigrammer over norske motiver (1963)

### Utwory kameralne
- Sonata skrzypcowa (1912)
- Suita na wiolonczelę i fortepian (1943)
- Kwintet fortepianowy (1947)
- Kwintet na flet i kwartet smyczkowy (1967)
- Kwartet smyczkowy (1969)

### Utwory fortepianowe
- Nordlandsbilleder (1918)
- Fra Gudbrandsdalen (1922)
- 2 portraetter fra middelalderen (1922)
- Prillar-Guri (1924)
- Nordlandske danser (1958)

### Utwory wokalno-instrumentalne
- oratorium Voluspa (1926)
- Sigvat Skald na baryton i orkiestrę (1928)
- Ignis ardens na głos solowy, chór i orkiestrę (1931)